# پاسمو
پاسمو (به ژاپنی: PASMO) (به انگلیسی: PASMO) یک نوع کارت هوشمند در ژاپن است که برای پرداخت بهای بلیت قطار یا اتوبوس در توکیو و همچنین استان یاماناشی و استان شیزوئوکا مورد استفاده قرار می‌گیرد. سرویس دهی شرکت پاسمو از سال ۲۰۰۷ میلادی آغاز شده‌است.

## طرز خرید و استفاده از پاسمو
این کارت را می‌توان از طریق دستگاه‌های اتوماتیک فروش بلیت در بیشتر ایستگاه‌های قطار توکیو تهیه و خریداری کرد. هزینهٔ صدور کارت پاسمو ۵۰۰ ین است و شامل شش قیمت مختلف بین هزار تا ده هزار ین ژاپن می‌باشد. یکی از رقم‌های زیر را می‌توان برای پرداخت پول انتخاب کرد.
- 1,000円、2,000円、3,000円、4,000円、5,000円、10,000円